# Igor Žofčák
Igor Žofčák (Nagymihály, 1983. április 10. –) szlovák válogatott labdarúgó.

## Sikerei, díjai
MFK Ružomberok:
- Szlovák labdarúgó-bajnokság bajnok: 2005–06

AC Sparta Praha:
- Cseh labdarúgó-bajnokság bajnok: 2009–10
- Cseh labdarúgó-bajnokság második: 2007–08, 2008–09, 2010–11
- Cseh labdarúgókupa döntős: 2007–08

ŠK Slovan Bratislava:
- Szlovák labdarúgó-bajnokság bajnok: 2010–11, 2012–13, 2013–14
- Szlovák labdarúgó-bajnokság harmadik helyezett: 2011–12, 2014–15
- Szlovák labdarúgókupa döntős: 2013–14

Szlovák U19-es labdarúgó-válogatott:
- U19-es labdarúgó-Európa-bajnokság harmadik helyezett: 2002